# Oratorio rupestre di Sovana
L'oratorio rupestre di Sovana è un edificio religioso situato alle porte dell'area archeologica di Sovana. La sua ubicazione è poco oltre la galleria stradale lungo la via di collegamento tra il centro di Sovana e la località di San Martino sul Fiora.

## Storia
Di origini incerte, non è da escludersi che il caratteristico edificio religioso sia sorto in epoca altomedievale, nel punto in cui sorgeva un preesistente luogo di culto, già utilizzato in epoca etrusco-romana per funzioni religiosi di altri riti, data l'estrema vicinanza alle necropoli dell'area archeologica di Sovana.
Altrettanto incerta risulta la storia di questo oratorio durante i secoli successivi, quando probabilmente era un luogo di sosta per la preghiera di coloro che transitavano lungo la via di comunicazione che collega le due sponde opposte del fiume Fiora.

## Descrizione
L'oratorio rupestre si presenta sotto forma di ruderi.
Il luogo di culto è ad aula unica, suggestivamente scavata nella parete di tufo. Il soffitto, pur risultando parzialmente crollato, si caratterizza per la presenza di una croce, realizzata con la tecnica dell'incisione rupestre, che lo rende inequivocabilmente luogo di preghiera per la religione cattolica.